# LL Волос Вероники
LL Волос Вероники (лат. LL Comae Berenices) — двойная затменная переменная звезда типа Беты Лиры (EB) в созвездии Волос Вероники на расстоянии приблизительно 2000 световых лет (около 613 парсек) от Солнца. Видимая звёздная величина звезды — от +13m до +12,3m. Орбитальный период — около 0,4069 суток (9,766 часов).

## Характеристики
Первый компонент — жёлто-белая звезда спектрального класса F1V*. Масса — около 1,55 солнечной, радиус — около 1,34 солнечного, светимость — около 4,1 солнечной. Эффективная температура — около 7100 K*.
Второй компонент — жёлтый карлик спектрального класса G. Масса — около 0,43 солнечной, радиус — около 0,79 солнечного, светимость — около 0,6 солнечной. Эффективная температура — около 5101 K*.